# US Bancorp Tower
Der US Bancorp Tower ist ein 163 Meter hoher und 42 Stockwerke zählender Wolkenkratzer in Portland, Oregon. Damit ist er das zweithöchste Gebäude in Oregon nach dem Wells Fargo Center und besitzt mit ca. 69.000 m² die größte Nutzfläche in Oregon.

## Lage
Das Gebäude liegt an der 111 SW 5th Avenue etwas abgelegen von den restlichen Wolkenkratzern der Stadt.

## Geschichte
Das Gebäude wurde von Skidmore, Owings and Merrill entworfen. Am 29. Mai 1981 begannen mit Arbeiten mit dem Ausheben des Fundaments. Die strukturellen Bauarbeiten wurden im Juni 1983 vollendet. Schließlich wurde es am 1. Dezember des gleichen Jahres offiziell eröffnet. Das Gebäude wurde als Erweiterung des 7-stöckigen U.S. Bank Plazas erbaut.
Bis 1997 war das Gebäude das Hauptquartier von U.S. Bancorp. Anschließend verlegte das Unternehmen den Firmensitz nach Minneapolis. Es wird weiterhin von der Firma genutzt. Zusätzlich wurde es in den 1990er Jahren von Louisiana-Pacific genutzt.
Im August 2006 kaufte JPMorgan das Gebäude für 286 Millionen US-Dollar.